# Araneus panchganiensis
Araneus panchganiensis är en spindelart som beskrevs av Benoy Krishna Tikader och Bal 1981. Araneus panchganiensis ingår i släktet Araneus och familjen hjulspindlar. Inga underarter finns listade i Catalogue of Life.